# Yuri Ozerov (basket-ball)
Pour les articles homonymes, voir Ozerov.
Yuri Ozerov (en russe : Юрий Викторович Озеров, Youri Viktorovitch Ozerov), né le 9 juillet 1928 à Moscou, dans la République socialiste fédérative soviétique de Russie, mort le 25 février 2004, est un ancien joueur soviétique de basket-ball.

## Palmarès
- Finaliste des Jeux olympiques 1952
- Finaliste des Jeux olympiques 1956
- Champion d'Europe 1953
- 3e du championnat d'Europe 1955
- Champion d'Europe 1957